# بول لوري
بول ستيوارت لوري (من مواليد 1 يناير 1969م) هو لاعب غولف اسكتلندي مُحترف اشتُهر بفوزه بالبطولة المفتوحة عام 1999م.

## روابط خارجية
- الموقع الرسمي